# Schattersmeer
Het Schattersmeer is een voormalig meertje of meerstal tussen Schildwolde en het Schildmeer.